# Desplazamiento polar

Posiciones del Polo Norte Magnético

El desplazamiento polar es el movimiento de un polo en relación con algún marco de referencia. Se puede utilizar, por ejemplo, para medir el grado en que se ha observado que los polos magnéticos de la Tierra se mueven en relación con el eje de rotación de la Tierra. También es posible usar continentes como referencia y observar el movimiento relativo del polo magnético en relación con los diferentes continentes; al hacerlo, el movimiento relativo de esos dos continentes entre sí se puede observar a lo largo del tiempo geológico como paleomagnetismo.

## Desplazamiento polar aparente
Los polos magnéticos tienen una posición relativamente estacionaria a lo largo del tiempo y, debido a esto, los investigadores a menudo usan minerales magnéticos, como la magnetita, para encontrar a qué latitud se colocó el continente en relación con los polos magnéticos de esa época. Dado que los continentes se han estado moviendo en relación con el polo; es como si estuvieran inmóviles y el polo magnético se moviera en su lugar. Si se recopilan suficientes datos, entonces es posible reconstruir el movimiento de los continentes en relación con los polos magnéticos. El desplazamiento polar aparente es la trayectoria que parece tomar el polo magnético de acuerdo con los datos de un continente. Cuando múltiples continentes se mueven entre sí, la trayectoria que sigue su polo magnético será diferente al de los demás. Por el contrario, cuando dos continentes se mueven paralelos entre sí, su trayectoria será la misma.

## Desplazamiento polar real

### En la Tierra
El desplazamiento polar real representa el cambio en los polos geográficos en relación con la superficie de la Tierra, después de tener en cuenta el movimiento de las placas tectónicas. Este movimiento es causado por el reordenamiento del manto y la corteza para alinear la máxima inercia con el eje de rotación actual (fig.1). Esta es la situación con la energía cinética más baja para el momento angular dado e invariable de la tierra, y se logra a medida que la energía cinética se disipa debido a la falta de rigidez de la Tierra.
Se ha observado evidencia de desviación polar real a partir del estudio de grandes conjuntos de datos de desviación polar aparente que, tras ser corrigida por el movimiento del polo magnético, muestra esta desviación polar. El desplazamiento polar moderno se puede evaluar a partir de mediciones precisas utilizando mediciones estelares o satelitales; sin embargo, se requiere un filtrado para eliminar el bamboleo de Chandler de la Tierra. La formación de supercontinentes podría iniciar un desplazamiento polar más rápido. Es decir, debido a que el supercontinente crea una concentración de masa adicional donde se encuentran, el planeta intenta reorientar el supercontinente hacia el ecuador.

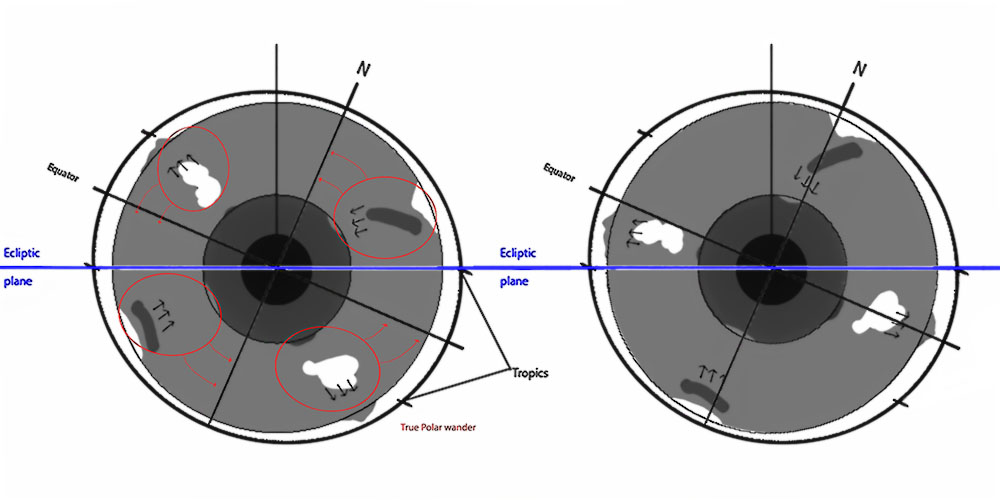
(Fig. 1): la mancha oscura representa el material más denso que cae hacia el interior, las manchas claras representan el material más ligero que se eleva a través del manto. Inicialmente, están desplazados del polo o el ecuador, pero el manto y la litosfera se desplazan lentamente para alinear esas características con la protuberancia natural en el ecuador (o la depresión del polo).
(Imagen adaptada de Steinberger & Torsvik, 2008).

### En otros cuerpos planetarios
Es posible que se haya observado un desplazamiento polar real en otros cuerpos planetarios. Los datos sugieren que el desplazamiento de los polos de Marte se parece al desplazamiento polar real de la Tierra; es decir, cuando Marte tenía una litosfera activa, su estructura permitía una deriva polar lenta para estabilizar el momento de inercia.
A diferencia de la Tierra y Marte, la estructura de Venus no parece permitir el mismo desplazamiento polar lento; cuando se observa, el momento máximo de inercia de Venus se compensa en gran medida con el polo geográfico. Por lo tanto, la desviación del momento de inercia máximo se mantendrá por períodos de tiempo más largos. Una solución propuesta para dar cuenta de este desequilibrio es que si la diferencia entre el momento máximo de inercia y el eje de rotación excede un cierto límite, el planeta sufrirá un mayor grado de oscilación para realinear su máximo de inercia con su eje de rotación. Si este es realmente el caso, entonces la escala de tiempo en la que ocurre esta corrección debe ser bastante corta.
Europa, satélite de Júpiter, ha sido modelada teniendo una corteza desacoplada de su manto; es decir, la corteza helada exterior podría estar flotando sobre un océano cubierto. Si esto es cierto, los modelos predicen que el caparazón podría mostrar el rastro del desplazamiento polar en su superficie a medida que su corteza se realinea. Estos modelos han sido defendidos por la evidencia de las características en el lado opuesto a Júpiter que parecen haberse desplazado hasta 80° desde sus posiciones iniciales de formación.